# Обласні автомобільні шляхи Харківської області
Обласні автомобільні дороги Харківської області — автомобільні шляхи обласного значення, що проходять територією  Харківської області України. Список включає усі дороги місцевого значення області, головним критерієм для визначення порядку слідування елементів є номер дороги у переліку.